# جورج فريدريك ماثيو
جورج فريدريك ماثيو هو إحاثي وعالم نبات وجيولوجي كندي، ولد في 12 أغسطس 1837 في سانت جون في كندا، وتوفي في 14 أبريل 1923 في هاستينغز أون هدسون (نيويورك) في الولايات المتحدة.